# Camille Chazal

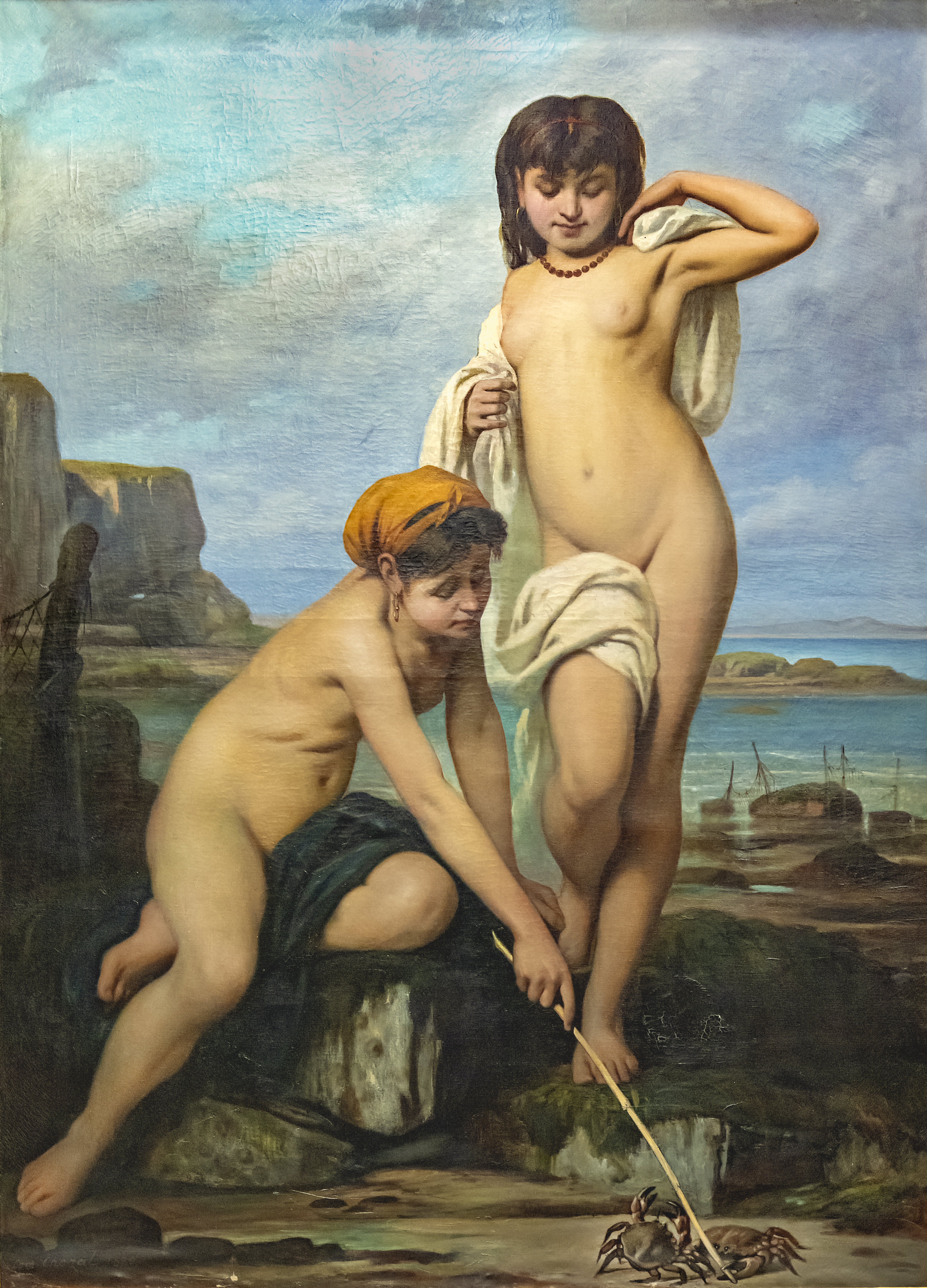
Mädchen an der Seeküste

Charles Camille Chazal (* 20. Mai 1825 in Paris; † 5. April 1875 ebenda) war ein französischer Historien-, Genre- und Porträtmaler sowie Lithograf, Sohn von Antoine Chazal (1798–1854).   
Camille Chazal studierte Malerei ab 1842 an der École des beaux-arts de Paris bei Michel-Martin Drolling und François-Édouard Picot
Er debütierte 1845 im Salon des artistes français. 
1849 erhielt er einen Prix de Rome. Seit seiner Rückkehr aus Italien blieb er sein ganzes Leben in Paris tätig.